# 永嘉の乱
永嘉の乱（えいかのらん）は、中国西晋末に起こった異民族による反乱である。懐帝の年号である永嘉（307年 - 312年）から呼ばれているが、この反乱が実質的に開始されたのは304年かそれ以前であり、一応の終焉を見せたのは316年である。この乱により西晋は滅亡した。

## 歴史

### 永嘉の乱の前段階
もともと後漢初期から匈奴が中国内地に扶植し始めていたが、後漢が有名無実化して三国時代になると、その混乱に乗じて并州（現在の山西省中部）や司州（現在の陝西省北部）に居住するようになった。西晋の時代になると山西省に定住していた匈奴ら異民族は漢人に使役されて農耕生活に従事する者も少なくなかった。またチベットからも氐族や羌族が涼州（現在の甘粛省方面）に居住するようになった。西晋内部ではこのような状況を憂い、重臣の郭欽や江統らが異民族を中国内地から徐々に追い出し、内地への出入りを厳しく制限するように提言したが、武帝や恵帝はこれを採用しなかった。
西晋では太熙元年（290年）4月に武帝が崩御し、皇太子の司馬衷（恵帝）が第2代皇帝に即位した。しかし恵帝は暗愚で知られた人物で、武帝も一時は真剣に廃太子を検討したことがあった。その前評判どおり、即位した恵帝は政治を放り出し、実権は武帝の晩年から朝政を掌握していた皇太后楊芷の父楊駿が輔政の形で壟断した。これが後に西晋の根幹を揺るがした八王の乱の始まりのきっかけである。楊駿は2人の弟を要職に就けて一族で専横した。しかし恵帝の皇后の賈南風（賈充の娘）は楊氏の専横を憎み、禁軍の中にも楊氏一族に対する不満が高まった。元康元年（291年）3月、賈后は汝南王司馬亮と楚王司馬瑋と結託して楊駿を殺害した。
しかし司馬亮は聡明で人望もあったため、賈后は次第にこれを疎みだした。そこで司馬瑋を扇動して司馬亮を殺させ、その罪を全て司馬瑋に負わせて彼も殺害、こうして2人を除いて実権を掌握した。その後は賈后と甥の賈謐による10年弱の専横が続くが、政治そのものは名士の張華や裴頠らが見たためかろうじて西晋は安定が保たれた。だが賈后は美少年を宮中に入れて淫行を繰り返し、元康9年（299年）12月、賈后は自らの実子ではない皇太子司馬遹を廃し、永康元年（300年）3月に殺害した。これにより西晋全土で賈后に対する専横に反発が生まれ、同年4月に趙王司馬倫は斉王司馬冏と語らって賈后とその一派を殺して首都洛陽を制圧し、永康2年（301年）1月に恵帝を廃して自ら即位した。司馬倫の簒奪は諸王の反発を招き、また司馬倫は皇帝の虚名に酔いしれて一味徒党の誰彼に見境なく官爵を濫発したため、朝廷は乱脈政治が展開された。4月に司馬倫は斉王司馬冏・河間王司馬顒・成都王司馬穎により殺害されて恵帝は復位したが、これ以後皇族同士による血を血で洗う争いが延々と続き、国内は荒廃していった。
八王の乱自体は最終的に光熙元年（306年）11月に東海王司馬越によって恵帝が毒殺され（病死説もあるが、毒殺の可能性も示唆されている）、12月にその異母弟である懐帝司馬熾が第3代皇帝に擁立されることで終焉した。

### 異民族の反乱
八王の乱で中央が乱れると同時に、各地では連年の飢饉にも襲われて大量の流民が現れた。その中でも特に問題だったのは、八王の乱が起こる直前から既に問題を起こしていた氐族や羌族で、特に前者の族長斉万年に至っては元康6年（296年）に西晋に対し反乱を起こす有様だった。当時は八王の乱が起こっていたが、賈氏の下で比較的に中央も安定していた時期に当たったため、乱自体は元康9年（299年）までに鎮定された。ところがこの地域で連年の飢饉により発生した流民を纏め上げた巴賨族の李特が、益州（現在の四川省）に入り成都を占拠し自立した。李特は西晋の討伐を受けて殺されたが、その遺児李雄は勢力を盛り返して永安元年（304年）に成都王に、光熙元年（306年）には皇帝を称して大成（成漢）を建国するに至った。
また、并州を中心に移住していた匈奴の酋長である劉淵は、八王の乱では成都王司馬穎の旗下にあったが、都督幽州諸軍事王浚・并州刺史司馬騰討伐を目的に許されて帰郷すると、部族を纏め上げて永安元年（304年）に晋朝からの独立を宣言し、左国城（現在の山西省方山県）に拠り大単于となり、漢より賜った劉姓にちなんで漢王（後の前趙）と号した。劉淵は一族の劉聡や劉曜、重臣の王弥や石勒らを各地の郡県に封じ、永嘉3年（309年）には都を平陽（現在の山西省臨汾県堯都区）に定めた。劉淵は司州（現在の山西省南部）に勢力を伸張し、豫州（現在の河南省）や青州（現在の山東省）など華北各地を席巻し、南下の形勢を示した。劉淵は永嘉4年（310年）に死去し、一族内紛の末に兄劉和を殺した劉聡が漢皇帝として即位した。

### 洛陽陥落
八王の乱により中央の威令は全国に及ばなくなり、西晋の衰亡は目を覆うばかりの惨憺たる状況に立ち至った。中央では八王の乱を終結させた東海王司馬越が政権を握り、辛うじて西晋を支える状況になった。司馬越は漢軍の侵攻を撃退し、各地の反乱鎮定に積極的だったが、一方で自らに独裁権を集中させるために擁立した懐帝の親族外戚や側近を殺戮し続け、かえって衆望を失った。このために懐帝との対立が表面化し、永嘉5年（311年）に司馬越は洛陽から離れて項城に逃れ、懐帝により討伐の勅令が発せられたのを知ると憂憤のうちに病死した。
西晋を支えていた司馬越の最期は、西晋に混乱をもたらした。これを見た石勒は、司馬越亡き後の西晋軍を攻めて大勝し、その将士10余万を捕殺するという大戦果を挙げた。これにより西晋は抵抗力と統治力を完全に失い、6月に劉聡は石勒・劉曜・王弥らの大軍を洛陽に差し向け、洛陽は略奪暴行の限りが尽くされて都市は焼き払われ、大将軍司馬晏を初め皇族・貴族・市民ら何万人もが殺戮された。懐帝は玉璽と共に平陽に連行されたが、当初は厚遇された。しかし、関中の司馬鄴による亡命政権が活発化すると、懐帝は劉聡から疎ましく思われるようになり、屈辱を受け続けて2年後の建興元年（313年）に処刑され、この時をもって西晋は事実上滅亡した。

### 長安陥落と乱の終焉
懐帝が処刑されたことを聞いて、長安にいた懐帝の甥の司馬鄴（愍帝）は建興元年（313年）4月に即位して漢（前趙）に抵抗した。しかし長安も漢の劉曜により攻撃され、晋軍は抵抗するが連敗した。また愍帝の政権は、華北に残存していた西晋の残党により建てられた極めて脆弱な政権で、支配力は長安周辺にしか及ばない関中地域政権でしかなく、その長安は八王の乱で既に荒廃していたために統治力もなく、さらに西晋の諸王も援軍に現れなかったため、建興4年（316年）に長安が陥落して洛陽と同じく略奪殺戮の巷となり、愍帝は漢に降伏し、平陽に拉致された。こうして西晋は完全に滅亡した。愍帝は生かされたが、懐帝同様の扱いを受けた後の建武元年（317年）12月に漢の劉聡により殺された。ここに司馬昭・司馬炎からの西晋の皇統は断絶した。

## 結果・影響

### その後
劉淵による漢の建国がその端緒だったが、華北で本格的に五胡十六国時代が始まったのはこれ以降である。劉淵は五部匈奴を率いて自立し、漢（前趙）を打ち立て河間から中原にかけて強力な勢力となり、関中の首都圏一帯を制圧することで西晋を直接崩壊に導いた。協力者の石勒は主に関東を攻略し、建武2年（318年）に劉聡が死去して内乱が起こったのを契機として、翌年に後趙を建国した。また、西晋の支配力低下と、西晋側からの（少なくともその一部の刺史から）救援要請を受けた鮮卑族の拓跋部・慕容部も中国本土に南下し、それぞれ代・前燕を樹立した。一方で、この戦乱を逃れて益州に避難した流民達が現地で成漢を建国した。同じく、涼州刺史として戦乱を避けるため西域に赴任した張軌は前涼を建国した。数年のうちに華北には6つ以上の王朝が並び立つこととなった。そして異民族の侵入を免れた華南では、西晋の皇族である司馬睿によって東晋が建国された。以後300年間、中国大陸は異民族から漢人を含む複数の政権に分裂し、離合集散を繰り返すことになる。

### 永嘉の乱の発生年と終結年に関して
永嘉の乱の発生年は、実質的に劉淵が漢（前趙）を建国した永安元年（304年）とされている。同年に益州で李雄が成都王を称して自立したこともあり、この年が実質的に五胡十六国時代の始まりとされている。終結年に関しては、永嘉5年（311年）の洛陽陥落による西晋の事実上の滅亡、建興元年（313年）の懐帝の処刑、建興4年（316年）の長安陥落など諸説がある。